# Brice Sensabaugh
Brice P. Sensabaugh (Orlando, 30 ottobre 2003) è un cestista statunitense, professionista nella NBA con gli Utah Jazz.

## Carriera
Dopo aver trascorso una stagione con gli Ohio State Buckeyes, nel 2023 si dichiara per il Draft NBA, in cui è selezionato con la ventottesima scelta assoluta dagli Utah Jazz.

## Statistiche

### College
| Anno      | Squadra             | PG | PT | MP   | TC%  | 3P%  | TL%  | RP  | AP  | PRP | SP  | PP   |
| --------- | ------------------- | -- | -- | ---- | ---- | ---- | ---- | --- | --- | --- | --- | ---- |
| 2022-2023 | Ohio State Buckeyes | 33 | 21 | 24,5 | 48,0 | 40,5 | 83,0 | 5,4 | 1,2 | 0,5 | 0,4 | 16,3 |
| Carriera  | Carriera            | 33 | 21 | 24,5 | 48,0 | 40,5 | 83,0 | 5,4 | 1,2 | 0,5 | 0,4 | 16,3 |

### NBA

#### Regular Season
| Anno      | Squadra   | PG  | PT | MP   | TC%  | 3P%  | TL%  | RP  | AP  | PRP | SP  | PP   |
| --------- | --------- | --- | -- | ---- | ---- | ---- | ---- | --- | --- | --- | --- | ---- |
| 2023-2024 | Utah Jazz | 32  | 11 | 18,3 | 39,0 | 29,6 | 90,2 | 3,2 | 1,7 | 0,4 | 0,2 | 7,5  |
| 2024-2025 | Utah Jazz | 71  | 15 | 20,2 | 45,9 | 42,2 | 89,0 | 3,0 | 1,5 | 0,6 | 0,1 | 10,9 |
| Carriera  | Carriera  | 103 | 26 | 19,6 | 44,1 | 39,2 | 89,5 | 3,0 | 1,6 | 0,6 | 0,1 | 9,8  |

### G League
| Anno      | Squadra      | PG | PT | MP   | TC%  | 3P%  | TL%  | RP  | AP  | PRP | SP  | PP   |
| --------- | ------------ | -- | -- | ---- | ---- | ---- | ---- | --- | --- | --- | --- | ---- |
| 2023-2024 | S.L.C. Stars | 29 | 25 | 29,1 | 46,7 | 36,5 | 75,8 | 5,4 | 3,2 | 1,2 | 0,2 | 19,1 |
| 2024-2025 | S.L.C. Stars | 1  | 1  | 27,9 | 47,4 | 30,0 | -    | 5,0 | 4,0 | 1,0 | 0,0 | 21,0 |
| Carriera  | Carriera     | 30 | 26 | 29,1 | 46,8 | 36,2 | 75,8 | 5,4 | 3,2 | 1,2 | 0,2 | 19,1 |